# Serguéi Polunin
Sergei Vladimirovich Polunin (ruso: Сергей Владимирович Полунин; ucraniano: Сергій Володимирович Полунін, romanizado: Serhiy Volodymyrovych Polunin; nacido el 20 de noviembre de 1989) es un bailarín de ballet, actor y modelo ruso. Tiene las nacionalidades ucraniana, rusa, y serbia, pero "siempre se ha considerado ruso".
Nacido en Jersón (RSS ucraniana), Polunin se inició en la gimnasia antes de pasarse al ballet a los ocho años y asistió al Instituto Coreográfico Estatal de Kiev. Tras graduarse, ingresó en la Escuela Real Británica de Ballet a los 13 años, en 2003. Polunin ha recibido numerosos premios, entre ellos el Prix de Lausana y el Youth America Grand Prix en 2006, y en 2007 fue nombrado Joven Bailarín Británico del Año. En 2010, con 20 años, Polunin se convirtió en el bailarín principal masculino más joven del Royal Ballet.
Tras dos años, abandonó la compañía de ballet para centrarse en una carrera como freelance. Como bailarín principal independiente, Polunin ha sido artista invitado en varios teatros de todo el mundo como la Royal Opera House, el Sadler's Wells Theatre, el Bolshoi, el Teatro Académico de Música de Moscú Stanislavski y Nemirovich-Danchenko, el Teatro de La Scala, o el Teatro San Carlo, y fue artista invitado del Bayerisches Staatsballet.

## Biografía y carrera

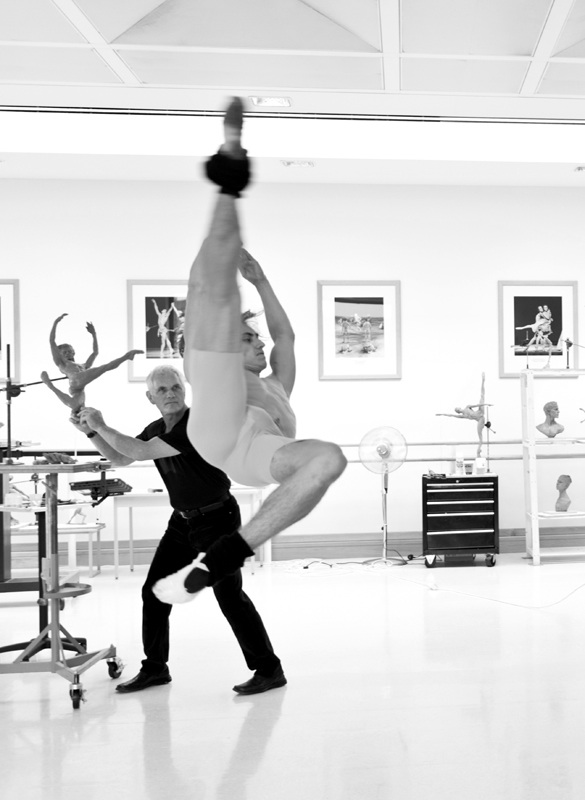
Polunin en el estudio de Richard MacDonald

Serguéi Polunin nació en Jersón, Ucrania. Desde los cuatro hasta los ocho años, entrenó en una academia de gimnasia para luego pasar otros cuatro años en el Kiev State Choreographic Institute. Su madre, Galina Polúnina, se trasladó con él a Kiev, mientras su padre, Vladímir Polunin, trabajaba en Portugal para mantenerlos.
Después de que Polunin se graduase en el Kiev Choreographic Institute, se unió a la British Royal Ballet School en 2003, a la edad de 13 años, apoyado por la fundación Rudolf Nuréyev. Se convirtió en uno de los principales solistas en 2009. En junio del 2010, Polunin se convirtió en el bailarín principal más joven en la historia del Royal Ballet. Después de dos exitosos años, el 24 de enero de 2012, Polunin anunció su abandono de la compañía con efecto inmediato. Declaró que empezaba a sentirse tan desgraciado que «el artista que llevo dentro estaba muriendo».
Meses después, en el verano de 2012, fue invitado a Rusia por el famoso bailarín y director artístico de dos teatros rusos Ígor Zelensky, y se convirtió en bailarín principal en el Teatro Musical Académico de Stanislavski y Nemiróvich-Dánchenko de Moscú y el Teatro de Ópera y Ballet de Novosibirsk. 
Polunin ha recibido numerosos premios, incluido el Premio de Lausana y el Youth America Grand Prix en 2006, mientras que en el año 2007 fue nombrado el Bailarín Joven Británico del Año.
El New York Times describió a Polunin como «un bailarín fabuloso, con una técnica de acero» en su reseña de Alice’s Adventures in Wonderland (2011) cuando él interpretaba el papel de Knave. Polunin fue nominado como mejor bailarín masculino para los National Dance awards del Reino Unido en el año 2014.
En 2014 Polunin comenzó a colaborar con el famoso fotógrafo y director musical David LaChapelle, tomando parte en sus nuevos proyectos, donde se incluyó un vídeo musical con la canción Take me to church, interpretada por Hozier y que fue presentado en febrero de 2015. En pocos días, el vídeo se volvió viral, logrando millones de reproducciones en internet y cosechando un importante éxito.
Desde 2020, Polunin está comprometido con la bailarina de hielo rusa Elena Ilinykh. El 16 de enero de 2020 nació su hijo Mir en Miami, Florida, EE. UU. En abril de 2022 nació su segundo hijo, Dar.

## Actuaciones y proyectos
- Spartacus. Spartacus con coreografía de Yuri Grigoróvich y música de Aram Jachaturián (2014, Novosibirsk)
- Rudolf. Mayerling por Sir Kenneth MacMillan (2013, Moscú)
- Des Grieux. L'histoire de Manon con coreografía de Sir Kenneth MacMillan
- Aminta. Sylvia con coreografía de Frederick Ashton
- Solor. La Bayadère con música de Ludwig Minkus y coreografía de Natalia Makarova
- Albrect. Giselle con música de Adolphe Adam
- Príncipe. El cascanueces con música de Piotr Ilich Chaikovski
- Príncipe. Cenicienta con música de Serguéi Prokófiev
- Príncipe Désiré. La bella durmiente con música de Piotr Ilich Chaikovski
- Armand. Marguerite y Armand con coreografía de Frederick Ashton
- Papel principal en Rhapsody con coreografía de Frederick Ashton
- Sota de Corazones. Alicia en el país de las maravillas con coreografía de Christopher Wheeldon
- Basilio. Don Quixote con música de Ludwig Minkus y coreografía de Aleksandr Gorski
- Ali. Le Corsaire con música de Adolphe Adam y coreografía de Marius Petipa y Piotr Gúsev
- Frantz. Coppélia con coreografía de Roland Petit
- Príncipe Siegfried, El lago de los cisnes con música de Piotr Ilich Chaikovski
- Lobo, Pedro y el lobo con música de Serguéi Prokófiev
- Faun y James Dean para el proyecto Men in Motion de Ivan Putrov
- Proyecto de Dior Can I make the music fly?
- Faun para el concierto Bohemian Tune en Moscú con Gérard Depardieu, coreografiado por Serguéi Polunin y Alekséi Lyubímov
- Lucien d'Hervilly, Paquita, con coreografía de Ígor Zelensky y vestuario de Yana Serebriakova.
- "Movement", video musical de Hozier, en el cual se luce con su coreografía, interpretando a tres personajes.

## Premios
- Ganador, Serge Lifar International Ballet Competition (2002)
- Medalla de oro, Premio de Lausana (2006)
- Ganador,  Youth America Grand Prix /YAGP/ (2006)
- Medalla de oro, Serge Lifar International Ballet Competition en Kiev (2006)
- The Young British Dancer of the year in the United Kingdom (2007)
- Critics' Circle National Dance Awards para el mejor bailarín masculino del año (2010)
- Critics' Circle National Dance Awards para el mejor bailarín clásico masculino (2011)
- Ganador, Big Ballet (2012)
- Soul of Dance award (revista rusa Ballet, 2014)